# Wallop
Wallop最初是微软研究院开发的一款基于Flash技术的社交网络平台。在其运营期间（包括β测试阶段），该平台采用类似早期Gmail的邀请制注册机制。尽管曾获得微软及多家风投机构1300万美元的注资，但随着Facebook等社交平台的崛起，Wallop最终于2008年终止社交网络服务，转型为其他社交平台开发应用程序。

社会网络

## 目前的Wallop
新的Wallop Beta創立於2006年中，介面均不同於原本的MyWallop。MyWallop網站亦於2007年初停止所有服務。目前的Wallop用戶端採用全Flash介面，配合許多動畫特效及主題打造嶄新的使用經驗。目前提供的主選單項目有首頁、圖片、音樂、網誌、對話、Mods、網路等。其特色為將所有項目物件化，可以使用拖放的方式將文字、Blog、圖片、音樂、Mod、或他人的連結自由放置到自己首頁或部落格中。
目前Wallop已经关闭，当时Wallop主页上的信息称，“感谢你参与了Wallop社交网络站点的β测试，我们对你的反馈信息和支持表示感谢。β测试将于2008年9月18日结束，此后用户将不再能够访问自己的帐户。” 现在Wallop域名已经被用于其他领域。

### 對話
將記錄曾參與討論串的所有內容，包含網誌及其文字方塊、私人信件、圖片音樂等物件的評論等，只要使用者有加入討論者均會記錄於此。另有提供網路中的對話記錄以及私人信件功能，登入後上方工具列將顯示目前回覆給使用者的總留言數
以及尚未回覆的私人信件數。放置於網誌之圖片文字內容可由公開網址提供他人觀看存取。

### 網誌
此為提供使用者撰寫網誌的功能，乃是Wallop的主要功能之一。在編輯模式中，除了可以任意加入文字方塊以外，亦可任意加入或上傳圖片、音樂方塊或MOD等物件，並依其特性可任意移動及縮放。

### 圖片
Wallop的圖片管理介面提供使用者上傳並管理圖片，可拖曳若干圖片至頭像、設成背景及首頁圖片幻燈片清單，以及設定權限等等，其中頭像及背景亦可使用他人的公開圖片。限制方面，目前尚無已知的空間及張數限制，唯上傳後的圖片將由系統自動進行資料壓縮，以節省空間。

### 音樂
在音樂方面Wallop提供了音樂管理介面以及播放器的功能。在管理介面中，使用者可以自行上傳mp3音樂並進行管理，亦可編輯其ID3標籤。目前所有音樂均須對方將你加入網路內始得以播放其音樂；限制方面，則有100首的歌曲數限制。Wallop提供之音樂播放器位於登入後畫面之右上方，可自行增刪曲目、調節音量、設定隨機播放。

### Mod
Mod是Wallop的大特色之一。Mod物件可以是小動畫、小遊戲、動態背景、小工具等等，也是以物件形式呈現，可以任意加至自己的首頁或部落格。其中並以Wollar虛擬付費機制提供使用者購買，但是在目前的Beta版尚未提供點數購買機制，僅提供每用戶5元Wallor的點數。常見的Mod有動態時鐘以及小動畫等等。
在Mod開發方面，任何具有Flash及ActionScript開發能力之使用者均可向Wallop站方提出申請成為Mod開發員（Modder），站方將對其作信用卡認證以確認真實資料，並提供開發用程式庫（Wallop API、WAPI）。通過之後，站方將提供每個Modder一個測試用網站的沙盒帳號以便測試，以及Marketplace的帳號方便管理Mod及處理帳戶金額事宜。

### 網路
網路（Network）繼承MyWallop中的交友圈模式，定義每個用戶的朋友圈同時方便找到好友的空間，可自行排列遠近或加以分類，並具備搜索功能。在操作介面中可自行設定每個好友在好友雷達的位置，如圖所示，最核心層為雷達內，中央層為雷達外（Out of Radar），最外層為網路外（Out of Network）。登入後左上方頭像圓圈外將顯示好友雷達內情形，以亮度明暗表示好友近期更新距離現在的時間，愈亮表示愈新。若對方將我方加入，其頭像旁將出現向左箭號；若我方將對方加入，則顯示迴轉箭號；若已經互相加入，則不會顯示符號。如果互相為邀請者及被邀請者，系統將自動將兩人網路做關聯。

### 左方選單
- What's New：下拉選單，告知網路（Network）中最新文章動態、新物件、新成員等，若有新動態將會閃動5秒左右。
- 歷史（History）：方便使用者觀看瀏覽紀錄之下拉選單。
- 我的最愛（Favorites）：下拉式選單，可拖曳任何物件至此，當作書籤，或方便拖曳至首頁。
- Mods：下拉選單，使用者所有之Mods列表。
- 佈景主題（Customize）：官方提供之主題，可變更操作方塊按鈕及背景顏色。

### 其他功能
- 邀請函：
- 公開網址：
- 搜索用戶：
- 公開權限：
- 文摘通知功能：
- 表情符號：
- HTML支援：

## 外部連結
- MyWallop*